# NGC 7431
NGC 7431 é uma galáxia  localizada na direcção da constelação de Pegasus. Possui uma declinação de +26° 09' 52" e uma ascensão recta de 22 horas, 57 minutos e 38,8 segundos.
A galáxia NGC 7431 foi descoberta em 30 de Setembro de 1886 por Guillaume Bigourdan.